# Royal Gorge

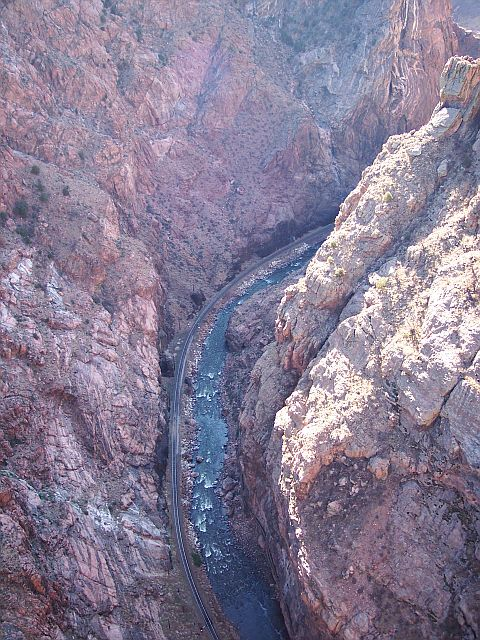
Die Royal Gorge, der Grand Canyon des Arkansas River

Die Royal Gorge (dt. etwa: „Königliche Schlucht“) ist ein Canyon des Arkansas River westlich von Cañon City im US-Bundesstaat Colorado. Die Schlucht beginnt an der Mündung des Grape Creek, gut drei Kilometer westlich von Cañon City und setzt sich in westnordwestlicher Richtung für knapp zehn Kilometer bis an die U.S. Route 50 fort. Die Royal Gorge ist auch als Grand Canyon des Arkansas River bekannt. Sie ist bis zu 380 Meter tief und sehr schmal: An der Talsohle ist die königliche Schlucht nur etwa 15 Meter breit, während ihre oberer Öffnung nur etwas mehr als 90 Meter breit ist. Sie liegt zwischen dem Fremont Peak im Norden und dem YMCA Mountain im Süden.
Amerikanische Ureinwohnern vom Stamm der Ute nutzten die Royal Gorge aufgrund des relativ milden Klimas in ihrem Inneren und aufgrund des Windschutzes, den sie bot, gern als Winterquartier. Unter den ersten europäischstämmigen Amerikanern, die die Royal Gorge erkundeten, war Zebulon M. Pikes Expedition von 1806.
Die nahegelegene Stadt Cañon City wurde 1860 gegründet, um vermutete Bodenschätze in der Gegend zu erschließen. Die Entdeckung von Silber und Blei bei Leadville im Jahr 1877 löste einen Wettlauf zwischen der Atchison-, Topeka- und Santa Fé-Eisenbahngesellschaft (AT&SF) und der Denver & Rio Grande Railroad (D&RGW) um den Bau eines Schienenzugangs zu diesem Bergbaugebiet aus.

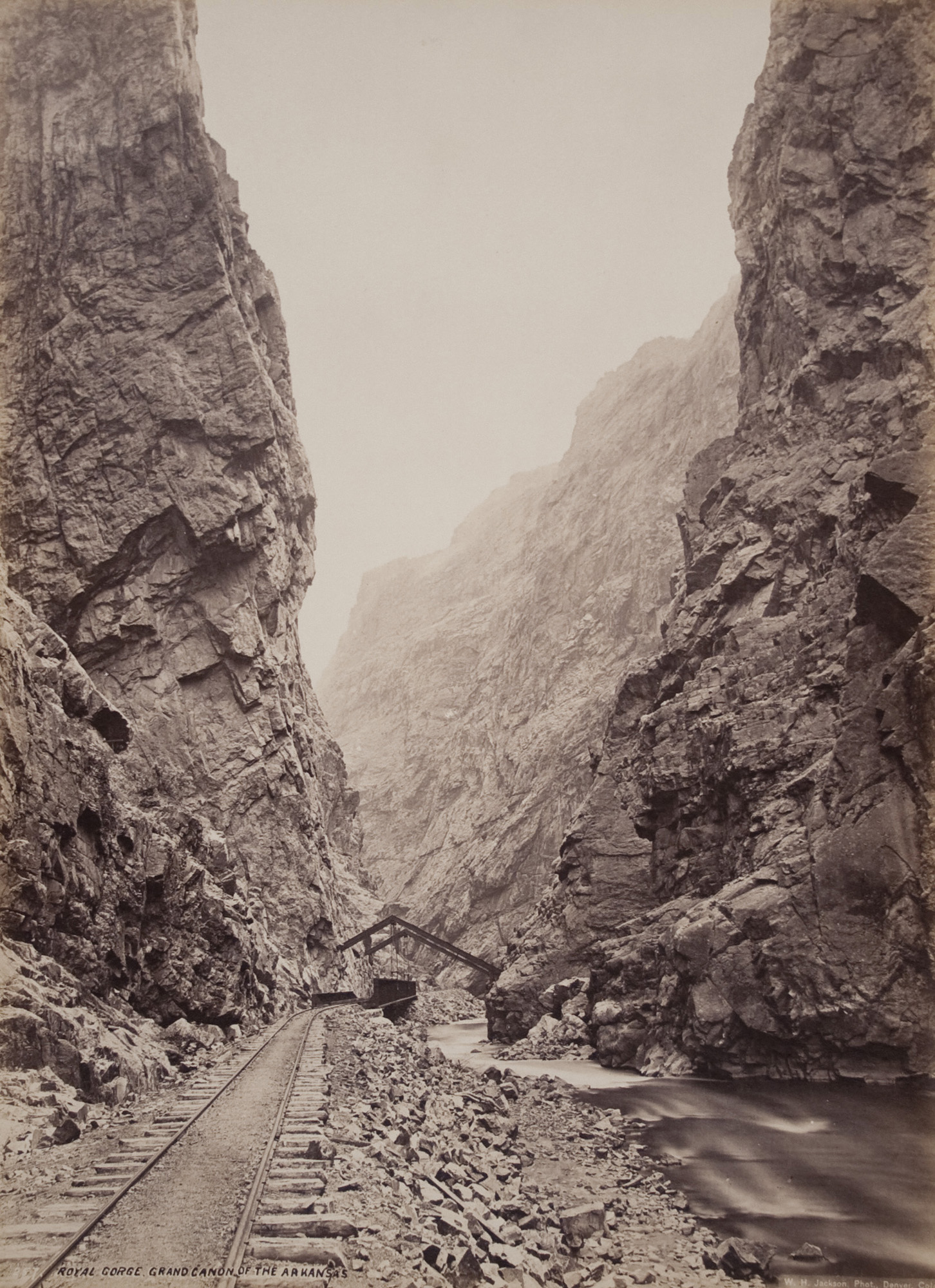
Royal Gorge, Grand Canyon of the Arkansas, Fotografie von William Henry Jackson aus den 1880er Jahren, Museum of Photographic Arts Collections

Die Royal Gorge des Arkansas River war zu eng, als dass sowohl die AT&SF als auch die D&RGW ihre Bahngleise hätten hindurchlegen können, und kein anderer Zugang zum relativ goldreichen South-Park-Hochtal in Colorado bot sich an. Deswegen kam es zwischen den beiden Eisenbahngesellschaften zum „Royal Gorge Railroad War“, einer zwei Jahre andauernden, teils auch gewaltsamen Auseinandersetzung, bis die US-Bundesregierung eingriff und den Vertrag von Boston zwischen den beiden Bahngesellschaften vermittelte, auf Grundlage dessen die Denver & Rio Grande Railroad ihre Bahnstrecke durch die Royal Gorge hindurch bauen und an die Atchison, Topeka and Santa Fe Railway zur Mitnutzung vermieten konnte.
Nach jahrelangen gerichtlichen Auseinandersetzungen zwischen AT&SF und D&RGW konnte am 7. Mai 1879 der erste Ausflugszug durch die Royal Gorge fahren.

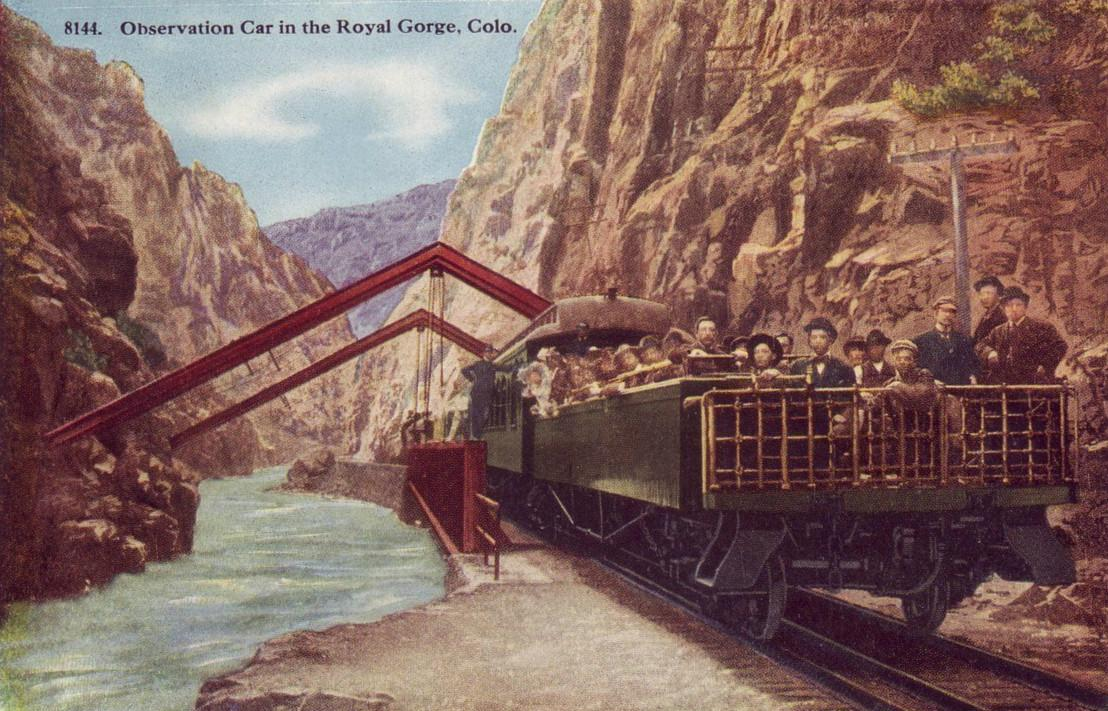
Die hängende Eisenbahnbrücke in der „Royal Gorge“, circa 1918. Vorn ein ungedeckter Aussichtswagen, dahinter ein geschlossener Kanzelwagen („observation car“). Kolorierte Bildpostkarte; Original-Bildtitel: „8144. Observation Car in the Royal Gorge, Colo.“

In den 1890er Jahren wurde die Royal Gorge für Passagierzüge im innerkontinentalen Schienenverkehr genutzt. Bis zu vier Züge pro Tag fuhren durch die Schlucht. Mit der Zeit wurden jedoch alternative Bahnstrecken durch die Berge gebaut, und die Royal Gorge verlor allmählich ihre Bedeutung für den innerkontinentalen Personenverkehr, bis im Jahr 1967 schließlich der regelmäßige Bahnverkehr durch die königliche Schlucht eingestellt wurde. Heute durchfahren nur noch Sightseeing-Züge den Canyon des Arkansas.

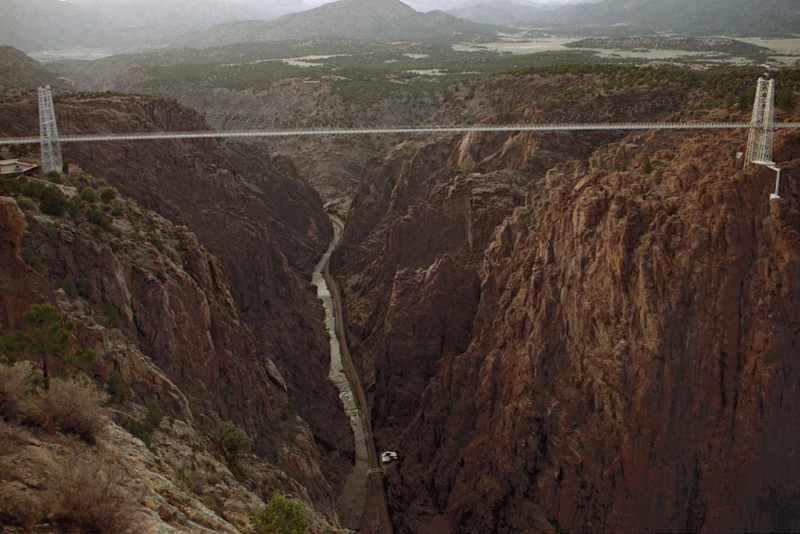
Die Brücke über die Royal Gorge, vom Südrand aus gesehen, 2001

Im Jahr 1929 genehmigte Cañon City den Bau der Royal Gorge Bridge, die – mit 291 Metern Höhe über dem Fluss – von 1929 bis 2001 den Rekord als höchsten Brücke der Welt hielt. Die Brücke ist das Herzstück des Royal Gorge Parks, eines Freizeitparks mit Fahrgeschäften und Attraktionen beiderseits der Schlucht. Am 11. Juni 2013 brach in der Nähe der Royal Gorge Bridge Feuer aus, das 48 von 52 Gebäuden im Park auf beiden Seiten der Schlucht zerstörte. Die Brücke wurde nur leicht beschädigt. Der Park wurde wieder hergestellt und am 30. August 2014 wieder eröffnet.

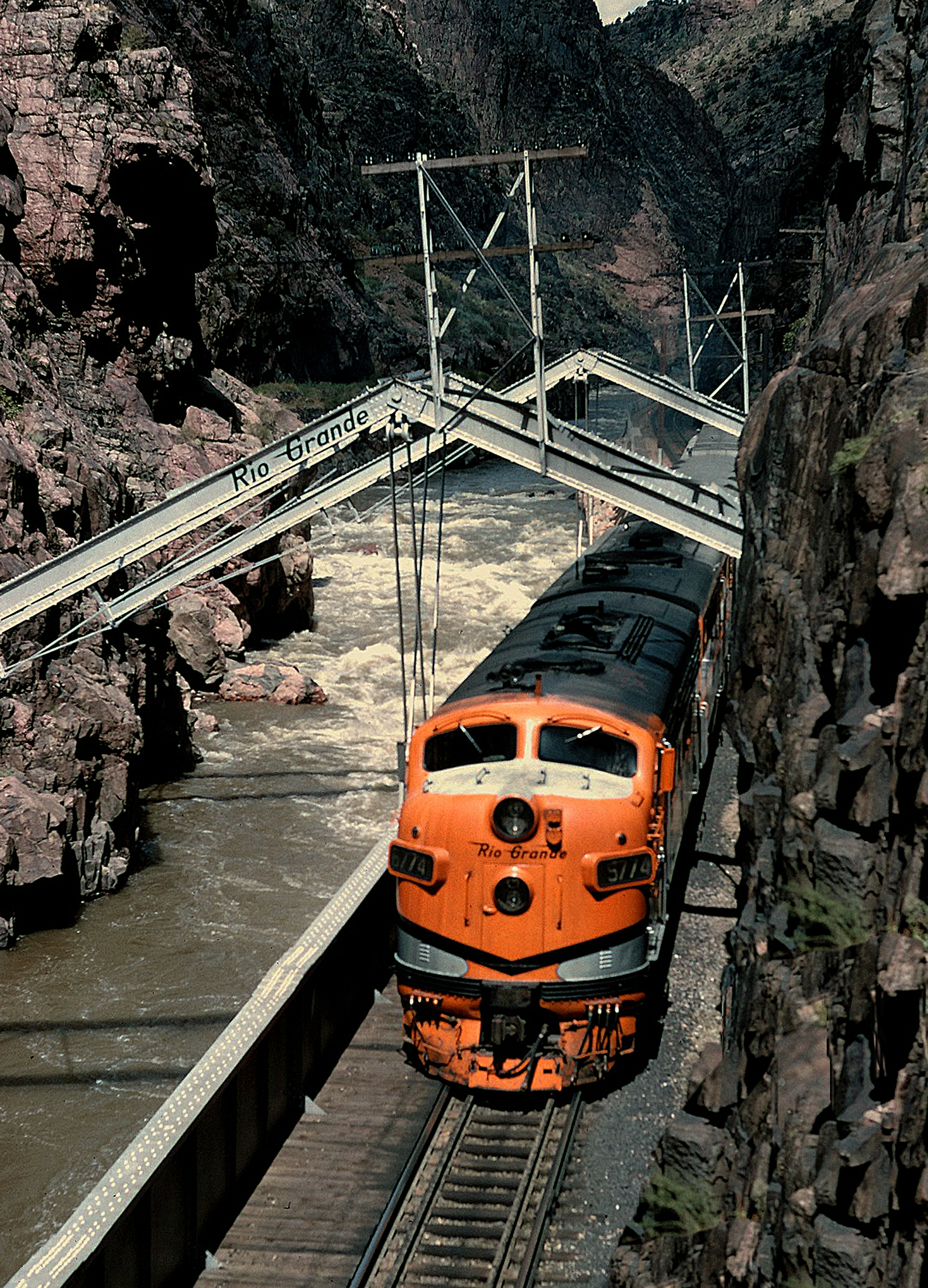
Zug und Hängebrücke in der Royal Gorge, 1965
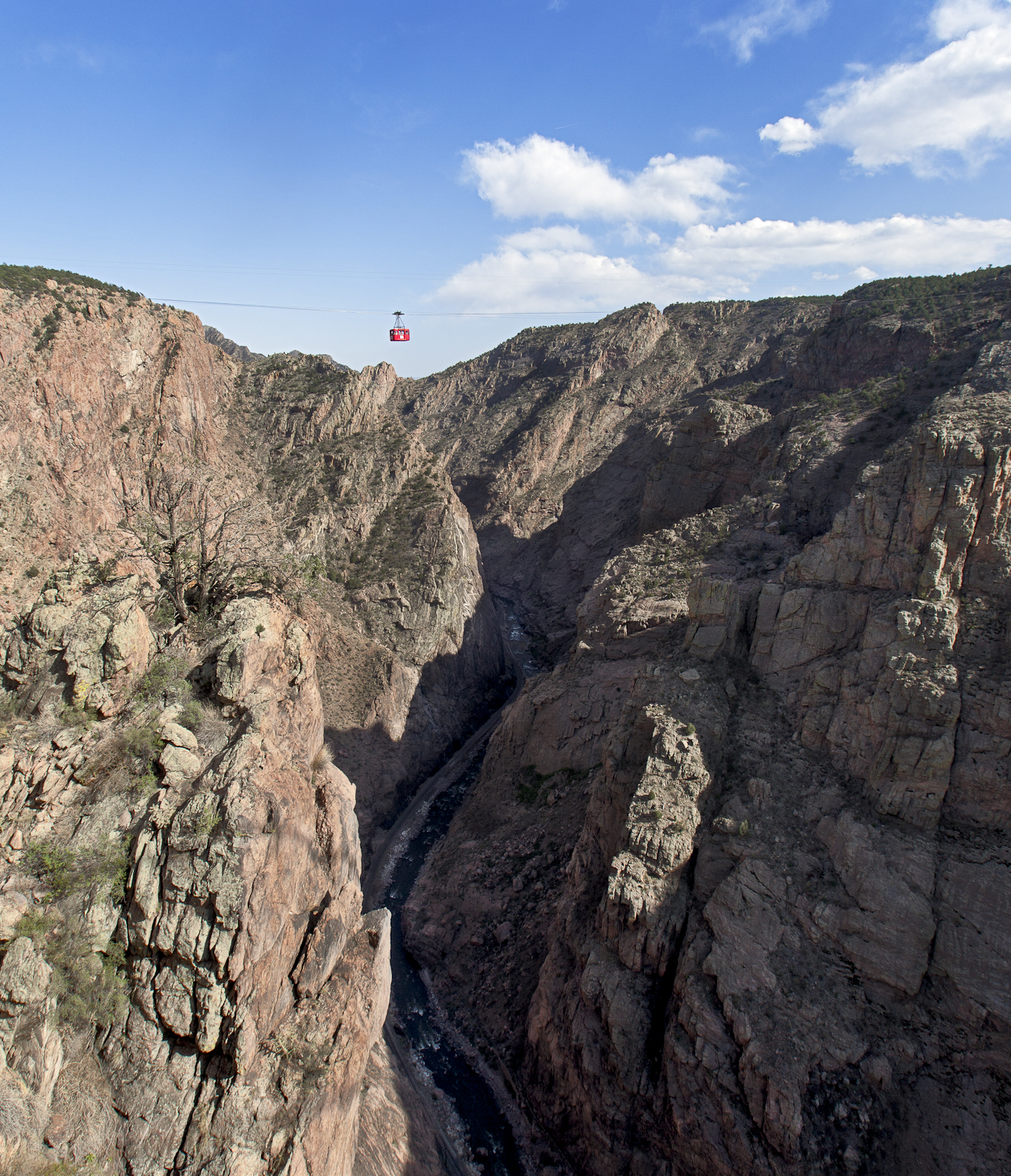
Blick nach Osten von der Brücke über die Royal Gorge, mit Seilbahngondel, 2012